# Camposimyia echinata
Camposimyia echinata är en tvåvingeart som först beskrevs av Reiss 1972.  Camposimyia echinata ingår i släktet Camposimyia och familjen fjädermyggor. Inga underarter finns listade i Catalogue of Life.